# Europäisches Olympisches Winter-Jugendfestival 2017/Biathlon
Beim Europäischen Olympischen Winter-Jugendfestival 2017 wurden fünf Wettbewerbe im Biathlon im Kandilli Ski Resort bei Aşkale nahe Erzurum in der Türkei ausgetragen.

## Bilanz

### Medaillenspiegel
| Platz  | Land       | Gold | Silber | Bronze | Gesamt |
| ------ | ---------- | ---- | ------ | ------ | ------ |
| 1      | Frankreich | 2    | 2      | 1      | 5      |
| 2      | Russland   | 2    | 1      | 3      | 6      |
| 3      | Tschechien | 1    | –      | –      | 1      |
| 4      | Estland    | –    | 1      | –      | 1      |
| 4      | Ukraine    | –    | 1      | –      | 1      |
| 6      | Finnland   | –    | –      | 1      | 1      |
| Gesamt | Gesamt     | 5    | 5      | 5      | 15     |

### Medaillengewinner
Jungen
| Disziplin        | Gold             | Silber        | Bronze             |
| ---------------- | ---------------- | ------------- | ------------------ |
| 7,5 km Sprint    | Vítězslav Hornig | Kristo Siimer | Michail Perwuschin |
| 10 km Verfolgung | Thomas Briffaz   | Jason Drezet  | Andrei Wjuchin     |

Mädchen
| Disziplin         | Gold            | Silber                    | Bronze                    |
| ----------------- | --------------- | ------------------------- | ------------------------- |
| 6 km Sprint       | Camille Bened   | Chrystyna Dmytrenko       | Anastassija Schewtschenko |
| 7,5 km Verfolgung | Anna Grigorjewa | Anastassija Schewtschenko | Camille Bened             |

Mixed
| Disziplin                  | Gold                                                                                | Silber                                                              | Bronze                                                            |
| -------------------------- | ----------------------------------------------------------------------------------- | ------------------------------------------------------------------- | ----------------------------------------------------------------- |
| 2 × 6 + 2 × 7,5 km Staffel | RusslandAnna Grigorjewa Anastassija Schewtschenko Andrei Wjuchin Michail Perwuschin | FrankreichSophie Chauveau Camille Bened Jason Drezet Thomas Briffaz | FinnlandJenni Keränen Maija Keränen Otto Invenius Santtu Panttila |